# Russell Small
Pour les articles homonymes, voir Small.
Russell Small, né le 28 novembre 1991 à Old Harbour, est un coureur cycliste jamaïcain. 

## Biographie
En 2014, Russell Small représente son pays natal aux Jeux d'Amérique centrale et des Caraïbes, organisés au Mexique. Quatre ans plus tard, il devient champion de Jamaïque sur route à Ocho Rios. Il conserve ensuite ce titre de champion national en 2019. 

## Palmarès et résultats

### Par année
- 2015
  - 2e du championnat de Jamaïque du contre-la-montre
- 2016
  - Harold Blisset Memorial Race
- 2018
  -  Champion de Jamaïque sur route
- 2019
  -  Champion de Jamaïque sur route
- 2025
  - 2e du championnat de Jamaïque du contre-la-montre

### Classements mondiaux
| Année            | 2014 |
| ---------------- | ---- |
| UCI America Tour | 233e |